# Железничка станица Ђунис
Железничка станица Ђунис је једна од железничких станица на прузи Београд—Ниш. Налази се насељу Ђунис у граду Крушевцу. Пруга се наставља у једном смеру ка Корману и у другом према према Старом Трубареву. Железничка станица Ђунис састоји се из 5 колосека.